# Bahalana cardiopus
Bahalana cardiopus är en kräftdjursart som beskrevs av Notenboom 1981. Bahalana cardiopus ingår i släktet Bahalana och familjen Cirolanidae. Inga underarter finns listade i Catalogue of Life.